# سوغوت‌لو (بایبورد)
سوغوت‌لو {{ترکی|Söğütlü) (به ارمنی: Հինտե) (به کردی: Hindî) یک منطقهٔ مسکونی در ترکیه است که در بایبورد واقع شده‌است. سوغوت‌لو ۳۱۲ نفر جمعیت دارد.